# Powiat świętomiejski

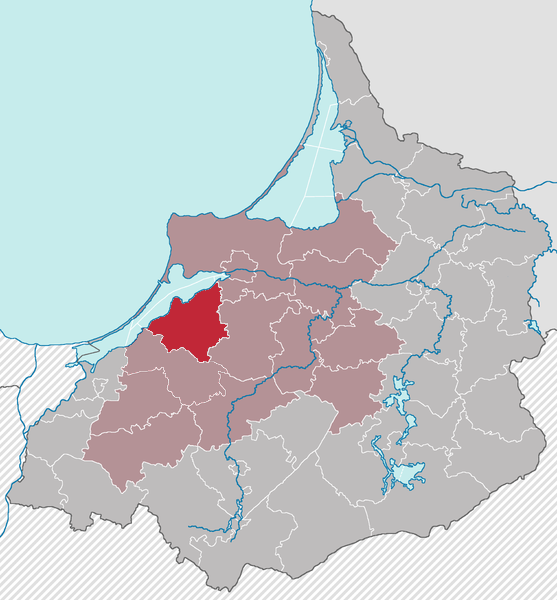

Powiat świętomiejski (niem. Landkreis Heiligenbeil) – dawny pruski/niemiecki powiat istniejący w latach 1818–1945 w Prusach Wschodnich ze stolicą w Świętomiejscu. Powiat położony był nad Zalewem Wiślanym.
W 1945 roku Polsce przypadła południowa 1/3 część powiatu świętomiejskiego z tzw. Ziem Odzyskanych z m.in. miejscowościami Grzechotki, Lelkowo, Stara Pasłęka i Żelazna Góra. Siedziba powiatu Świętomiejsce (lub Święta Siekierka, niem. Heiligenbeil, obecnie Mamonowo) znalazła się po północnej stronie granicy, w ZSRR. Polską część powiatu świętomiejskiego przyłączono do powiatu braniewskiego w nowo utworzonym woj. olsztyńskim (1946).